# Юридическая ответственность
Юридическая ответственность — применение мер государственного принуждения к виновному лицу за совершение противоправного деяния. Это правоотношение, в которое вступает государство, в лице его компетентных органов, и правонарушитель, на которого возлагается обязанность претерпевать соответствующие лишения за совершенное им противоправное деяние.
Юридическая ответственность возникает вследствие правонарушения или общественно опасного деяния и представляет собой особое правоотношение. Факт правонарушения ставит субъекта (правонарушителя) в определённую юридическую связь с государством, в которой государство в лице компетентных органов выступает как уполномоченная сторона, а правонарушитель — как обязанная. При этом и уполномоченная, и обязанная стороны действуют в рамках закона, и реализация юридической ответственности осуществляется на основе права, конкретных санкций правовых норм, предусматривающих ответственность именно за данное правонарушение.
В научной литературе приводится ее понятие: «юридическая ответственность – разновидность социальной ответственности, являющаяся следствием правонарушения, представляющая собой трёхстороннее правовое отношение между пострадавшим, правонарушителем и государством, имеющая целью восстановление нарушенных прав потерпевшего и компенсации понесённых убытков или кары, а также предупреждения новых правонарушений и пресечения совершаемых, реализуемое посредством государственно-властных полномочий».

## Виды юридической ответственности
В зависимости от отраслевой принадлежности юридических норм, закрепляющих такую ответственность, различаются:
- Конституционно-правовая ответственность — предусмотрена для должностных лиц, государственных органов, депутатов. Применяется в порядке, определённом конституционным и избирательным законодательством.
- Международная ответственность — вид ответственности, применяемый международными организациями к публичным образованиям (как правило государствам) за нарушения норм международного права.
- Уголовная ответственность — применяется в судебном порядке к лицу, виновному в совершении преступления. Единственный нормативный акт, устанавливающий уголовную ответственность — Уголовный кодекс Российской Федерации.
- Административная ответственность — применяется государственными органами исполнительной власти, а также органами местного самоуправления в качестве мер воздействия к виновным лицам. Основной нормативно-правовой акт — Кодекс Российской Федерации об административных правонарушениях. В рамках административной ответственности выделяют собственно административную, а также финансовую, налоговую ответственность и другие.
- Трудоправовая ответственность — отраслевая юридическая ответственность, которая применяется в отношении работника или работодателя (сторон трудовых правоотношений), в том случае, если таковыми нарушается трудовое законодательство[2].
- Дисциплинарная ответственность — заключается в наложении на виновное лицо дисциплинарного взыскания за неисполнение или ненадлежащее исполнение лицом своих трудовых или служебных обязанностей властью руководителя. Основные нормативно-правовые акты в Российской Федерации — Трудовой кодекс, Дисциплинарный Устав Вооружённых Сил, Дисциплинарный Устав Органов Внутренних Дел. Такую ответственность на правонарушителя возлагает уполномоченное на это лицо (директор предприятия, начальник и т. п.). Данный вид ответственности реализуется в форме замечания, выговора, строгого выговора или увольнения.
- Материальная ответственность — заключается в возмещении имущественного вреда, причиненного в результате неправомерных действий при исполнении трудовых обязанностей. Материальную ответственность несут работники за ущерб, причинённый предприятию, организации, учреждению, а также предприятия, учреждения, организации за ущерб, причинённый работникам увечьем или иным повреждением здоровья.
- Гражданско-правовая ответственность — возникает из нарушения имущественных и личных неимущественных прав граждан и организаций. Основной нормативный акт — Гражданский кодекс Российской Федерации. Данный вид ответственности реализуется в форме полного возмещения вреда и штрафа.
- Семейная ответственность — применение судом мер к лицу, недобросовестно исполняющему обязанности, закреплённые в СК РФ. К мерам семейно-правовой ответственности могут быть отнесены лишь: лишение родительских прав, отстранение опекуна и попечителя от исполнения ими своих обязанностей, отмена усыновления (в случае виновного противоправного поведения усыновителя).
- Налоговая ответственность — применение органами исполнительной власти мер воздействия к лицам, уклоняющимся от уплаты налогов. Налагается в соответствии с НК РФ. Поскольку она представляет собой отдельный вид ответственности, привлечение лица к ней не освобождает его от привлечения также к административной или уголовной ответственности.
- Процессуальная ответственность — может наступить в случае нарушения участником судебного процесса правил поведения в суде.

## Аспекты юридической ответственности
- применение в установленном законом порядке к правонарушителю мер государственного принуждения личного, имущественного или организационного характера за совершённое правонарушение.
- обязанность лица, совершившего правонарушение, быть подверженным мерам государственного принуждения.

Таким образом, в зависимости от подхода, можно по-разному определять, когда возникает правоотношение юридической ответственности: с начала претерпевания лицом мер государственного принуждения или с момента совершения правонарушения.
Выделяют ретроспективную и перспективную стороны юридической ответственности. Ретроспективная есть результат деяния, совершённого в прошлом, перспективная — осознание лицом социальной важности своей деятельности и её возможных неблагоприятных последствий (как в отношении общества, так и в отношении себя). При всей очевидной оторванности перспективной ответственности от практики, она является методологической основой для выделения, в частности, конституционно-правовых мер юридической ответственности.

## Цели и функции юридической ответственности
Цели юридической ответственности — конкретное проявление общих целей права. В качестве таковых выступают закрепление, регулирование и охрана общественных отношений. Эти цели обусловливают существование регулятивной и охранительной функций права.
Поскольку юридическая ответственность участвует в реализации охранительной функции, то и её цель в общей форме можно определить как охрану существующего строя и общественного порядка. Ответственность же, применяемая к конкретному правонарушителю, имеет (наряду с охраной общественных отношений) более узкую цель — наказание виновного. При этом государство, осуществляя меру принуждения, преследует ещё одну цель — предупреждение совершения правонарушений впредь (общая и специальная превенция).
Среди функций правовой ответственности прежде всего выделяют штрафную, карательную. Она выступает как реакция общества в лице государства на вред, причиненный правонарушителем. Прежде всего это наказание правонарушителя, которое есть не что иное, как средство самозащиты общества от нарушения условий его существования. Наказание — всегда причинение правонарушителю духовных, личных, материальных обременений. Оно реализуется либо путём изменения юридического статуса нарушителя через ограничение его прав и свобод, либо возложения на него дополнительных обязанностей.
Однако наказание правонарушителя не является самоцелью. Оно является также средством предупреждения (превенции) совершения новых правонарушений. Следовательно, юридическая ответственность осуществляет и превентивную (предупредительную) функцию. Реализуя наказание, государство воздействует на сознание правонарушителя. Это воздействие заключается в устрашении, доказательстве неизбежности наказания и тем самым в предупреждении новых правонарушений. Причём предупредительное воздействие оказывается не только на самого правонарушителя, но и на окружающих. Тем самым достигается так называемая общая превенция.
При этом наказание направлено и на воспитание правонарушителя, то есть юридическая ответственность имеет также воспитательную функцию. Эффективная борьба с нарушителями, своевременное и неотвратимое наказание виновных создают у граждан представление о незыблемости существующего правопорядка, укрепляют веру в справедливость и мощь государственной власти, уверенность в том, что их права и интересы будут надёжно защищены. Это в свою очередь способствует повышению политической и правовой культуры, ответственности и дисциплины граждан, активизации их политической и трудовой деятельности, а в конечном счете — укреплению законности и устойчивости правопорядка.
В значительном числе случаев меры юридической ответственности направлены не на формальное наказание виновного, а на то, чтобы обеспечить нарушенный интерес общества, управомоченного субъекта, восстановить нарушенные противоправным поведением общественные отношения. В этом случае правовая ответственность осуществляет правовосстановительную (компенсационную) функцию.
Таким образом, юридическая ответственность связана в основном с охранительной деятельностью государства, с охранительной функцией права. Но она выполняет и свойственную праву в целом организующую (регулятивную) роль. Уже сам факт существования и неотвратимости наказания обеспечивает организующие начала в деятельности общества.

## Принципы юридической ответственности
В правовой науке различают следующие принципы юридической ответственности: законность, справедливость, неотвратимость наступления, целесообразность, индивидуализация наказания, ответственность за вину, недопустимость удвоения наказания, а также принцип гуманности.
Принцип законности заключается в точном и неуклонном исполнении требований закона при реализации уголовной, гражданско-правовой, административной, дисциплинарной ответственности. Соблюдение требований закона (как материального, так и процессуального) — необходимое условие достижения целей юридической ответственности.
Основное требование материального закона сводится к тому, что юридическая ответственность должна наступать только за деяние (действие или бездействие), предусмотренное законом и только в порядке закона.
Основным требованием процессуального закона является обоснованность применения юридической ответственности правонарушителю, то есть установление самого факта совершения им противоправного деяния, как объективной истины.
Принцип справедливости заключается в необходимости соблюдения следующих требований:
1. нельзя за проступки устанавливать уголовное наказание;
2. закон, устанавливающий ответственность или усиливающий её, не может иметь обратной силы;
3. юридическая ответственность по возможности всегда должна обеспечивать возмещение ущерба, причинённого правонарушением;
4. наказание, взыскание должно соответствовать характеру и степени вредности правонарушения;
5. лицо несет ответственность лишь за своё собственное поведение (исключение — случай ответственности за чужую вину по гражданскому праву);
6. за одно правонарушение — возможно лишь одно юридическое наказание.

Последнее требование следует понимать в том смысле, что юридическое взыскание может быть наложено только один раз. Это вовсе не исключает того, что при необходимости за одно противоправное деяние на нарушителя может быть наложено как основное, так и дополнительное наказание, предусмотренное законом (за совершение преступлений, административных и дисциплинарных правонарушений). Кроме того, правонарушитель может быть привлечен одновременно к ответственности различных видов. Например, если в неправомерном деянии содержатся составы правонарушений сразу двух видов, то виновное лицо одновременно может быть привлечено к дисциплинарной и административной, уголовной и гражданско-правовой ответственности и т. п. (например, назначение уголовного наказания с одновременным возложением обязанности возместить имущественный ущерб). Юридическое наказание также не исключает и применения к правонарушителю мер общественного воздействия, так как правонарушение обычно есть в то же время и аморальный поступок.
Принцип целесообразности заключается в соответствии применяемой к нарушителю меры воздействия целям юридической ответственности в демократическом обществе. Целесообразность предполагает:
1. строгую индивидуализацию карательных мер в зависимости от тяжести правонарушения, обстоятельств его совершения, характера личности нарушителя;
2. смягчение ответственности или даже освобождение от неё в случае малозначительности правонарушения, отсутствии вредных последствий и т. п.;
3. замену при возможности к этому юридической ответственности неюридической.

Признавая большое значение неотвратимости юридической ответственности, демократическое государство вместе с тем вовсе не считает, что каждое правонарушение во что бы то ни стало должно влечь именно эту ответственность, а назначенное наказание всегда отбывается полностью. Закон предусматривает возможность полного или частичного освобождения от юридической ответственности с учётом определённых обстоятельств. Например, уголовный закон допускает полное освобождение от уголовной ответственности и от наказания даже в пределах срока давности, если вследствие изменения обстановки ко времени расследования или рассмотрения дела в суде совершенное ранее деяние утрачивает общественную опасность либо сам виновный перестает быть общественно опасным.
Срок исполнения наказания может быть сокращен, если осужденный своим поведением доказал своё исправление. В таких случаях законодательство предусматривает возможность условно-досрочного освобождения осужденных, замену не отбытой части наказания более мягким наказанием, досрочное снятие дисциплинарного взыскания и др.
При определённых условиях законодательство допускает также замену одного вида юридической ответственности другим (например, уголовную ответственность — административной) и самой юридической ответственности — ответственностью общественной (передача преступника на поруки общественным организациям или коллективу трудящихся, передача в товарищеские суды дел о совершенных впервые правонарушениях и др.). Такая передача допускается при условии, что правонарушитель может быть исправлен без применения наказания со стороны государства, лишь мерами общественного воздействия.
Принцип неотвратимости — один из наиболее весомых принципов юридической ответственности, основное условие её эффективности. Предупредительное значение наказания зависит не так от его тяжести, как от неотвратимости. Неотвратимость ответственности означает, что ни одно правонарушение не должно оставаться нераскрытым, вне поля зрения государства и общественности, без отрицательной реакции с их стороны.
Неизменной задачей остается использование всей силы законов в борьбе с преступностью и другими правонарушениями, чтобы люди в любом населённом пункте чувствовали заботу государства об их покое и неприкосновенности, были уверены, что ни один правонарушитель не уйдет от заслуженного наказания.
В работе по раскрытию преступлений и иных правонарушений важное место занимает деятельность таких служб органов внутренних дел, как уголовный розыск, органы дознания и предварительного следствия и другие. Таким образом, эффективная деятельность органов внутренних дел, как и других правоохранительных органов и общественных формирований по раскрытию преступлений и иных правонарушений, призвана обеспечить практическую реализацию требований принципа неотвратимости ответственности.
Принцип гуманности ярко проявляется, как в законодательстве, устанавливающем юридическую ответственность, так и в деятельности правоохранительных органов, применяющих её. Не допускаются меры наказания и взыскания, причиняющие физические страдания или унижающие человеческое достоинство. Не разрешается применение наиболее суровых мер ответственности (например, смертной казни, административного ареста) к беременным женщинам. Лица, не достигшие восемнадцатилетнего возраста, не могут быть подвергнуты не только смертной казни, но и лишению свободы на срок более десяти лет. Законодательство об уголовной и административной ответственности закрепляет исчерпывающий, не подлежащий расширению на практике, перечень обстоятельств, в законе перечисляются основные из них, представляя возможность правоохранительным органам признать их смягчающими.
Имеется целый ряд других свидетельств гуманности юридической ответственности в России. Все эти правила установлены в целях защиты личности и обеспечения нормальных условий для исправления правонарушителей, возвращение их к честной трудовой жизнедеятельности.

## Стадии реализации юридической ответственности
Наиболее приемлемой следует считать классификацию стадий юридической ответственности предложенную М.Д. Шиндяпиной. Она указывает на: 1) стадию возникновения юридической ответственности, которая начинается с момента совершения правонарушения и заканчивается его обнаружением компетентным государственным органом или должностным лицом; 2) стадию конкретизации юридической ответственности, которая начинается с обнаружения правонарушения и заканчивается вступлением в законную силу акта применения права, признающего факт правонарушения, совершенного конкретным лицом; 3) стадию реализация юридической ответственности, которая начинается с момента вступления правоприменительного акта, признающего факт совершения правонарушения, в законную силу и заканчивается исполнением наказания.
Стадия уточнения и проверки правильности назначения и реализации юридической ответственности следует за ними. Речь идет об исключительной стадии юридической ответственности, в которой пересматривается правильность вступившего в законную силу правоприменительного акта.

## Признаки юридической ответственности
- имеет государственно-принудительный характер;
- применение в строгом соответствии с законодательно установленной процедурой;
- влечёт за собой негативные последствия (лишения) для правонарушителя: ущемление его прав и обязанностей, возложение на него дополнительных обязанностей;
- возложение лишений, применение государственно-принудительных мер осуществляется в ходе правоприменительной деятельности компетентными государственными органами в строго определённых законом порядке и формах; вне процессуальных форм юридическая ответственность невозможна;[8]

Юридическую ответственность следует отличать от других мер государственного принуждения, например, предупредительных.

## Подходы к исследованию юридической ответственности
В последнее время в науке развивается социобиологический подход к исследованию юридической ответственности. Социобиологическая концепция юридической ответственности описывает ее как социальный ритуал реализации инстинкта доминантности. Ритуал включает в себя набор правил ограничивающих интенсивность и вариативность поведения доминантов.